# ТВ Зона плус
ТВ Зона плус је српска кабловска телевизија, која је са радом почела 5. фебруара 2014. године. Телевизија се налазила у просторијама бивше регионалне телевизије "Зона". до јуна 2021. године.  Након тога пресељена је у потпуно нове просторије у Душановој 86. У исто време телевизија је са новом опремом почела да емитује сигнал високе дефиниције. Програм је оријентисан ка информативи и забавном програму. У плану је проширење канала на целу земљу. Директорка телевизије је доскорашња уреднице угашене ТВ5, Слађана Остојић.

## Програм

### Информативни програм
- Вести
- Дневник
- Флеш вести
- Данас

### Емисије
- Из јутра у дан
- Податак плус
- Ребус плус
- Интервју
- Најважније вести
- Живот преко реда
- Наше вече
- Дневна соба
- Промаја
- Ауто Зона+ - емисија о аутомобилизму
- Старт
- Кафе промаја
- Наша села
- Питајте
- У фокусу
- Поново

## Водитељи и новинари ТВ Зона плус
- Татјана Егерић
- Владимир Станојевић
- Слађана Остојић
- Данијела Иванковић
- Марина Костић
- Петар Вујовић
- Драгослав Савић (1960—2021)
- Славољуб Манојловић
- Милан Митић
- Драган Виденовић
- Маја Воденичарски
- Бранислава Јовановић
- Ана Вељковић
- Драган Жика Стојановић
- Миљана Стаменковић
- Валентина Симић
- Миљана Ђорђевић (сада Јеремић)
- Марија Ђорђевић
- Горан Станковић
- Оливера Марковић
- Александар Станковић (1971—2016)

## Мреже у Србији које емитују ТВ Зона плус
- Телеком ИПТВ;
- Јотел;
- Тотал ТВ;
- СББ;
- Коперникус;